# SV Isolator Neuhaus-Schierschnitz
Der SV Isolator Neuhaus-Schierschnitz ist ein deutscher Sportverein aus Neuhaus-Schierschnitz im Landkreis Sonneberg. Die Fußballabteilung ist ein Nachfolger der BSG Motor Neuhaus-Schierschnitz, Heimstätte ist die Sportanlage Biene.

## Sektion Fußball

Historisches Logo der BSG Isolator

Isolator Neuhaus-Schierschnitz wurde im Jahr 1936 als Werksmannschaft der Siemens-Schuckertwerke unter der Bezeichnung SG Siemens Neuhaus gegründet. Im Gegensatz zu den südthüringischen Lokalrivalen des SC 06 Oberlind und dem 1. FC Sonneberg 04 spielte Neuhaus-Schierschnitz bis 1945 stets unterklassig, etwaige Teilnahmen an der Gauliga Mitte fanden nicht statt.
1945 wurde der Verein aufgelöst und als SG Neuhaus-Schierschnitz neu gegründet. Ab 1951 vollzog die BSG eine Umbenennung in Chemie Neuhaus-Schierschnitz, bereits 1955 in Motor Neuhaus-Schierschnitz (später auch BSG Isolator Neuhaus-Schierschnitz). Sportlich gehörte Neuhaus-Schierschnitz zu den Gründungsmitgliedern der 1952 gegründeten drittklassigen Bezirksliga Suhl. 1959 fuhr die BSG vor Empor Ilmenau und Motor Schmalkalden die Suhler Bezirksmeisterschaft ein und stieg in die II. DDR-Liga auf. Die dritthöchste Spielklasse der DDR hielten die Thüringer bis zu deren Auflösung im Jahr 1963 insgesamt drei Spielzeiten. Im Anschluss wurde die BSG wieder in den Suhler Bezirksbereich eingegliedert.
In der Folgezeit gelang keine Rückkehr in den höherklassigen Fußball mehr, der 1990 in SV Isolator umbenannte Verein agiert seitdem ausnahmslos im südthüringischen Lokalfußball, derzeit in der achtklassigen Kreisoberliga Südthüringen.
| Ligenübersicht seit 2002 | Ligenübersicht seit 2002     | Ligenübersicht seit 2002 |
| ------------------------ | ---------------------------- | ------------------------ |
| 2002–2004                | Kreisliga Sonneberg          | 9. Liga                  |
| 2004–2010                | Bezirksliga Staffel 2        | 7./8. Liga               |
| 2010–2016                | Landesklasse Süd / Staffel 3 | 7. Liga                  |
| seit 2016                | Kreisoberliga Südthüringen   | 8. Liga                  |

## Statistik
- Teilnahme II. DDR-Liga: 1960, 1961/62, 1962/63